# Cottus scaturigo
Cottus scaturigo är en fiskart som ingår i familjen simpor. IUCN kategoriserar arten globalt som sårbar.